# ムハンマド・アル＝ハーフィズ・ハムザ
ムハンマド・アル・ハーフィズ・ハムザ（マレー語: Muhammad Al-Hafiz Hamzah、1984年3月15日 - ）は、マレーシア・ケダ州出身の元サッカー選手。元マレーシア代表。現役時代のポジションはゴールキーパー。

## クラブ歴

### ケダFA
ケダFAのユースに2002年に加入したものの、2004年までトップチームでの出場機会は無かった。マレーシア・スーパーリーグで過ごした同年、かつて日本でも選手経験のあるミランジーニャ監督が彼をトップチームに昇格させた。監督は彼を第2GKに据えると、正GKのメガト・アミル・ファイサル・アル・カリディ・イブラヒムがプレシーズンマッチで負傷したため、2月14日のパブリック・バンクFC戦で初出場した。

### USM FC
2012年にはマレーシア・プレミアリーグに所属するUSM FCに移籍した。

### ジョホール・ダルル・タクジムFC
2013年にはUSM FCが資金難に陥りプレミアリーグからの撤退を表明、それに伴って彼はジョホール・ダルル・タクジムFCに加入した。その中で初年度は正GKの座を掴んだ。

## タイトル

### クラブ
ジョホール・ダルル・タクジムFC
- スルタン・ハジ・アフメド・シャー・カップ: 2015
- マレーシア・スーパーリーグ (2) : 2014, 2015
- マレーシアカップ

準優勝: 2014
- ピアラFAマレーシア

準優勝: 2013